# Vodní nádrž Kružberk

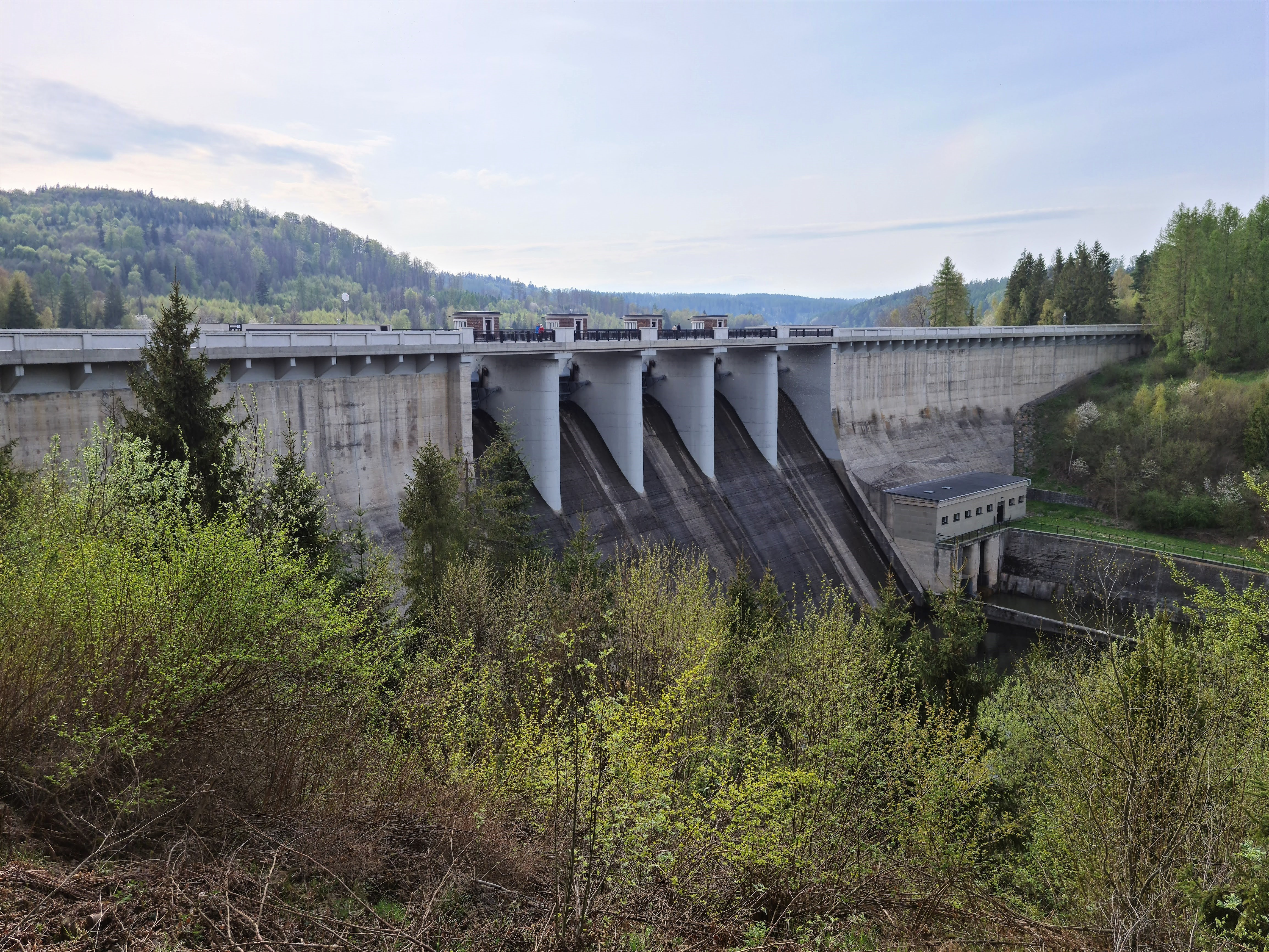
Kružberská přehradní hráz

Vodní nádrž Kružberk je přehrada na řece Moravici blízko stejnojmenné obce Kružberk, 10,3 km severozápadně od města Vítkov. Geomorfologicky náleží vodní dílo Kružberk do geomorfologického podcelku Vítkovská vrchovina. Stavba betonové hráze, umístěné do skalního podloží, byla započata v roce 1948 a ukončena roku 1955. Původním účelem bylo energetické využití, ale s ohledem na stále se zvyšující potřeby pitné vody v Ostravě a okolí bylo od původního záměru upuštěno, a bylo rozhodnuto, že bude sloužit jako zdroj pitné vody. Z tohoto důvodu jsou stanovena v povodí pásma hygienické ochrany. Momentálně slouží stavba k následujícím účelům: dodávat pitnou vodu do Úpravny vody v Podhradí u Vítkova, ustalovat průtok na řece Moravici (potažmo Odře a Opavě, do kterých se Moravice vlévá) a umožňovat odběr vody pro průmysl z těchto řek.
Přehrada Kružberk aktivně spolupracuje s nádrží Slezská Harta, se kterou je v kaskádě na řece Moravici. Dohromady tyto přehrady slouží i jako jeden z prvků protipovodňové ochrany.
Přehrada dodává vodu do Úpravny vody Podhradí u Vítkova v Podhradí. Na nádrži je ovšem umístěna elektrárna se dvěma turbínami, každá o výkonu 100 kW.

## Základní údaje
- Zatopená plocha: 280 ha
- Délka záplavy: 9,0 km
- Maximální výška hráze: 34,5 m
- Délka hráze v koruně: 280 m
- Celkový objem nádrže: 35,5 mil. m3
- Zásobní objem nádrže: 24,6 mil. m3
- Retenční objem nádrže: 6,9 mil. m3

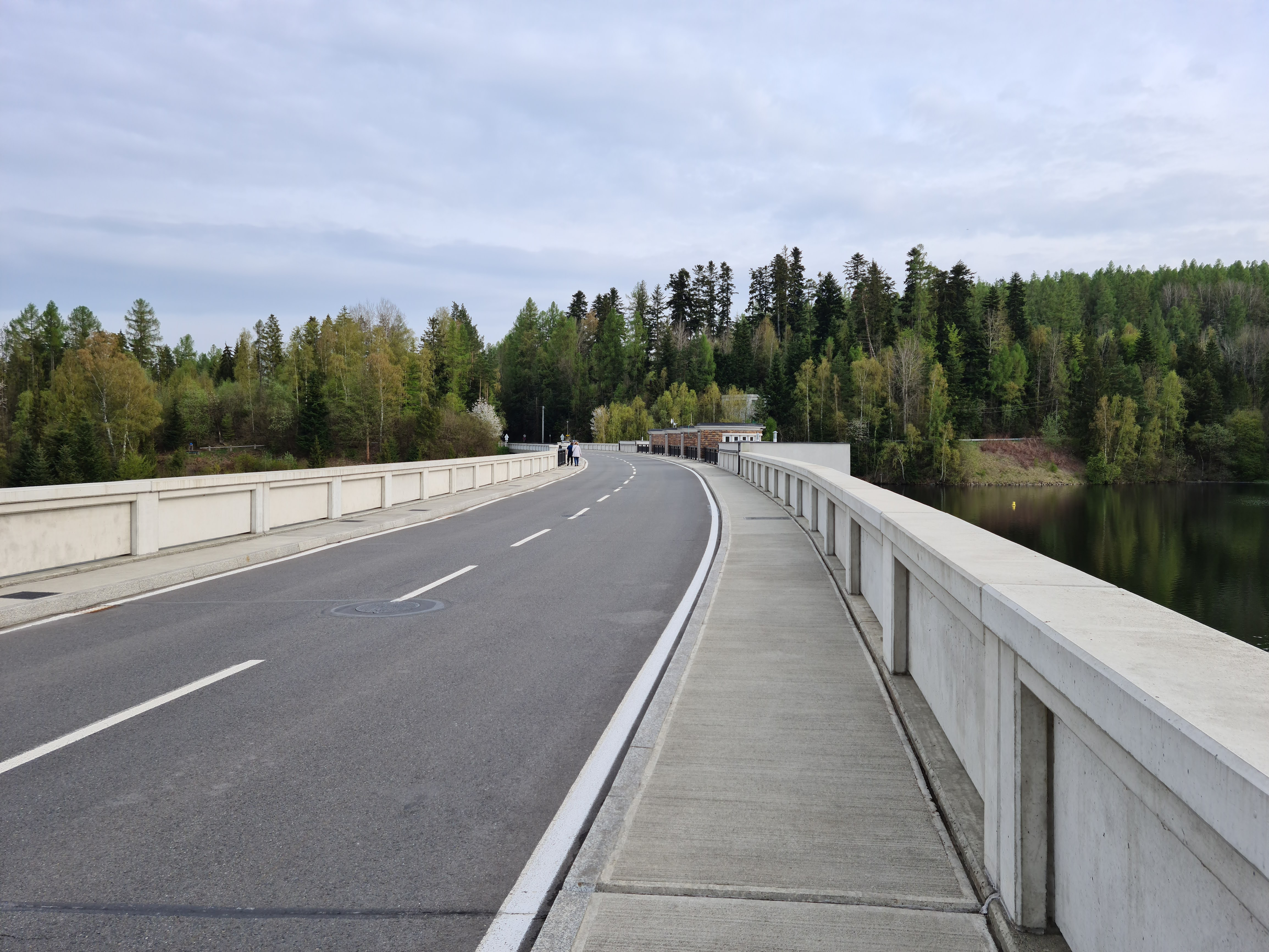
Koruna hráze

- Stálý objem nádrže: 4,0 mil. m3
- Počet turbín: 2
- Výkon: 2×100 kW
- Objem hráze: 93 000 m3
- Šířka koruny hráze 9,5 m

### Základní informace
Hráz samotná je umístěna ve skalním podloží, které se skládá z kulmských břidlic, drob a slepenců. Aby podloží dostatečně těsnilo, bylo mu během stavby vypomoženo jednou řadou injektážní clony až do hloubky 30 metrů. Protože je napuštěná přehrada pod neustálým tlakem vody, je sledována systémem zařízení pro sledování deformací, posunu hrázových bloků a samozřejmě průsaků do chodeb v hrázi. Hráz obsahuje dvě výpustná potrubí s dvojitými pancéřovanými uzávěry. Oba mají maximální kapacitu průtoku 49,4 m3 za sekundu. Pro případ přelití přehrady je v horní části umístěno pět hrazených přelivných bloků s celkovou kapacitou průtoku až 530 m3 za sekundu. Primární odběrné zařízení se však nachází na pravém části břehu, cca 60 metrů nad hrází a přímo spolupracuje s tlakovým přivaděčem. V součinnosti s hrází pracuje jedna Francisova turbína s výkonem 0,4 MW. Provozovatel je Povodí Odry, státní podnik závod 1, Opava.

### Užití přehrady
Přehrada dodává vodu do Úpravny vody Podhradí u Vítkova v Podhradí, která je umístěna níže po proudu řeky Moravice. K zásobování však slouží vodní tlakový přivaděč, který má délku 6732 metrů a průměr 240 cm. Tato úpravna vody dokáže upravit až 2,7 m3 za sekundu. Odběrný objekt tlakové štoly je umístěn na pravém břehu nádrže, umožňuje odběr ze dvou výškových horizontů. Obě vtokové štoly se spojují v šachtě návodních uzávěrů. Odtud voda proudí přes vyrovnávací komoru ke komoře uzávěrů, které jsou umístěny při vyústění štoly v Podhradí. K němu je na jeho konci připojena ona úpravna vody a elektrárna s výkonem 7 MW. Tam je voda hnána gravitací. Nádrž zajišťuje průtok na řece Moravici v minimálním množství 1100 l/s, toto množství zajištuje odběry vody pro průmysl a také pro životní prostředí.

### V blízkosti přehrady a zajímavosti
Pod hrází se nachází chatová osada, která vychází z obslužných budov, které sloužily pracovníkům při stavbě. Během stavby sloužila k ubytování a stravování dělníků. Momentálně tyto objekty slouží k rekreačním účelům. V extrémní blízkosti se nachází zřícenina hradu Kružberk a Kružberské cvičné skály. V blízkosti přehrady Lobník se nachází také vila významného podnikatele Carla Weisshuhna (vila se jmenuje Weisshuhnova horní vila nebo také Vila Carl), ve které byly před vyhořením umístěny rozsáhlé sbírky a kde také strávila dětství jeho vnučka Joy Adamsonová. Tato vodní nádrž je známá také díky tomu, že se zde natáčel seriál Velké sedlo, v seriálu není však tato přehrada nazývána Kružberk, ale jako „Velké sedlo“. Okolí nádrže je chráněno režimem hygienické ochrany z důvodu ochrany pitné vody v nádrži. Ve vodě nádrže je provozováno účelové rybí hospodářství, tzn. že v přehradě jsou vysazovány především dravé druhy ryb (například štika), které mají pomáhat udržovat čistotu vody požíráním těch druhů ryb, které by svým přemnožením mohli znečistit vodu.

### Lobník
Na pravém břehu nádrže je umístěna nádrž Lobník. Je 19 metrů vysoká a má sloužit k zachycování splavenin. Je to jediné místo, kde se dají legálně a s povolením lovit ryby. Všude jinde by to mohlo narušit přirozenou biodiverzitu nádrže a tím pádem snížit kvalitu vody.

## Stavba přehrady

### Neuskutečněné plány stavby
Na začátku 20. století došlo k povodním, kvůli kterým bylo rozhodnuto Zemskou vládou ve Slezsku o stavbě přehrady na řece Moravici. Stavba byla ve stádiu příprav, ke kterému už nedošlo, protože vypukla první světová válka. Stavba byla zahrnuta v Rakousko-pruském Přehradním programu z roku 1911, mezi další varianty také v oblasti patřila, kromě Kružberku na Moravici, také lokalita Spálov na Odře, Morávka na Morávce a Šance na Ostravici.
Důležitost této stavby začala vycházet najevo ve 20. letech 20. století. V té době vznikalo mnoho koncepcí a nápadů, jak vodu z toku svázat. Jednou z možností bylo i postavit průplav Dunaj-Odra-Labe a po té vodu z Moravice svést podzemním tunelem do Odry. Tento projekt se však neuskutečnil, protože ke stavbě průplavu (zatím) nedošlo. Přednost dostaly nádrže Pastviny a Vranov.

### Uskutečněné plány stavby
Další projekt byl vytvořen v letech 1930–1932 Dr. techn. Karlem Pickem a sudetským Němcem Ing. Kappelem. Kvůli výstavbě pohraničního opevnění už na stavbu nezbyl dostatek prostředků. Stavba začala až po druhé světové válce v roce 1948. Původně se počítalo s převážně energetickým využitím energie vody, později byl tento záměr změněn na prioritní zajištění pitné vody. Nejprve byla vybudována cesta ke stavbě, poté byla v roce 1951 vykopána jímka a v roce 1952 se začalo s litím betonu pro spodní bloky přehradní zdi. Už v roce 1954 došlo k zadržování vody a to i když se ještě betonovalo. V roce 1955 bylo vodní dílo dokončeno vrchem přehradní zdi, tedy korunou. Od roku 1957 nádrž slouží k trvalému zadržení vody. Stavbu řídil stavbyvedoucí Ing. Jan Čermák, který se s Kappelem podílel už na projekčních pracích. V letech 1954 až 1958 byla vyražena štola pro přívod vody do Úpravny vody Podhradí u Vítkova, do té doby se voda dostávala ke spotřebitelům z přehrady provizorním způsobem. Definitivní první plnění nádrže začalo 16. března 1957 a maximální provozní hladiny bylo dosaženo 25. července téhož roku. Do oficiálního trvalého provozu byla uvedena v roce 1960, ale už i předtím byla stavba schopna plnit účely.

### Zatopené oblasti
Během stavby bylo nutno vystěhovat lidi a zatopit obce v záplavové oblasti. Tyto obce se jmenovaly: Medlice (Mödlitz), Kerhartice (Gersdorf) a Lesy (Herzogwald) a částečně také Slezská a Moravská Harta. Z této oblasti se dodnes zachoval ocelový most, který dnes slouží ve vesnici Loučky u Oder. Zatopenou plochu tvořily z 11% lesy, ze 17% orná půda a 60% pastviny a louky. Zmizelo pět vodních mlýnů, pila, škorbárna a osm lomů na břidlici, taky 64 domů (z toho 49 statků). Bezprostřední okolí nádrže je momentálně velmi řídce osídleno a to z důvodu ochrany vody.

### Další dostavby a úpravy

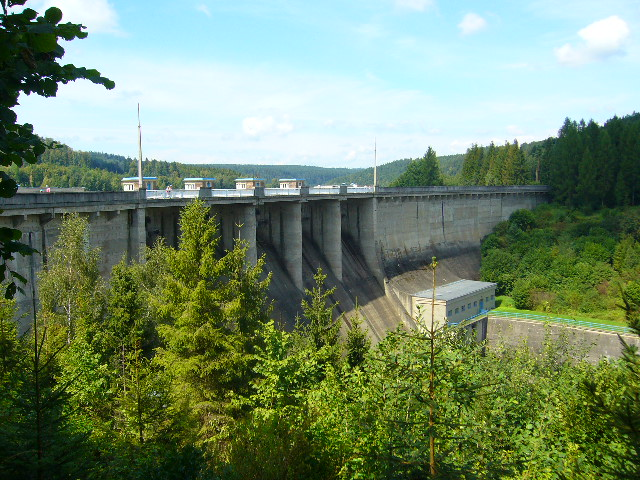
Podoba hráze před rekonstrukcí v roce 2017

V letech 1987 až 1997 byla na řece Moravice vybudována přehrada Slezská Harta, jejíž hráz se nalézá asi 3 km nad koncem vzdutí přehrady Kružberk. Tyto přehrady dohromady tvoří kaskádu vodních děl s protipovodňovou a zásobní funkcí.
V roce 1991 byly na odtoku nainstalovány dvě Bánkiho turbíny, aby došlo k využití energie proudící vody s celkovým výkonem 0,4 MW. V roce 2003 byly nahrazeny jednou Francisovou turbínou s výkonem 0,4 MW.
V letech 2015–2017 byla provedena rekonstrukce části hráze v ceně 77 milionů Kč. Při ní byla opravena koruna hráze, byla odstraněna původní dlážděná vozovka včetně podloží a nahrazena asfaltovou, opraveny chodníkové konzole a mosty přes přelivy. Vzhled přehrady byl zachován, pouze byly odstraněny dva sloupy.

## Využití
Jelikož je vodní nádrž Kružberk zásobárnou pitné vody, je zde jakákoliv rekreace zakázána. Od roku 1978 je ve vodní nádrži zakázán i rybolov.